# Flieder
Flieder (Syringa) ist eine Pflanzengattung aus der Familie der Ölbaumgewächse (Oleaceae). Sie umfasst etwa 20 bis 25 Arten. Sie sind hauptsächlich in Asien sowie in Südosteuropa verbreitet. Der Gemeine Flieder (Syringa vulgaris) wird häufig als Zierstrauch gepflanzt. Mit den ebenfalls als Ziersträucher verwendeten kleineren Sommerfliedern (Buddleja) aus der Familie der Braunwurzgewächse ist der Flieder nicht verwandt. 

## Beschreibung

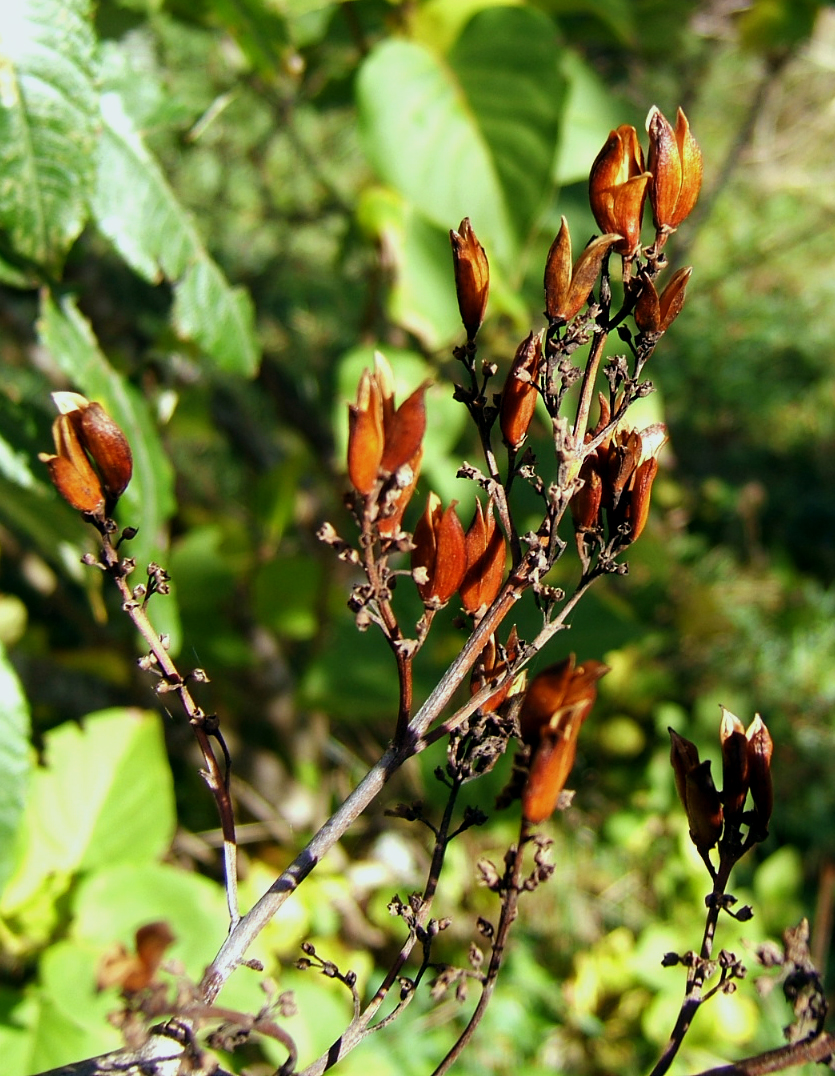
Fruchtstände eines Flieders

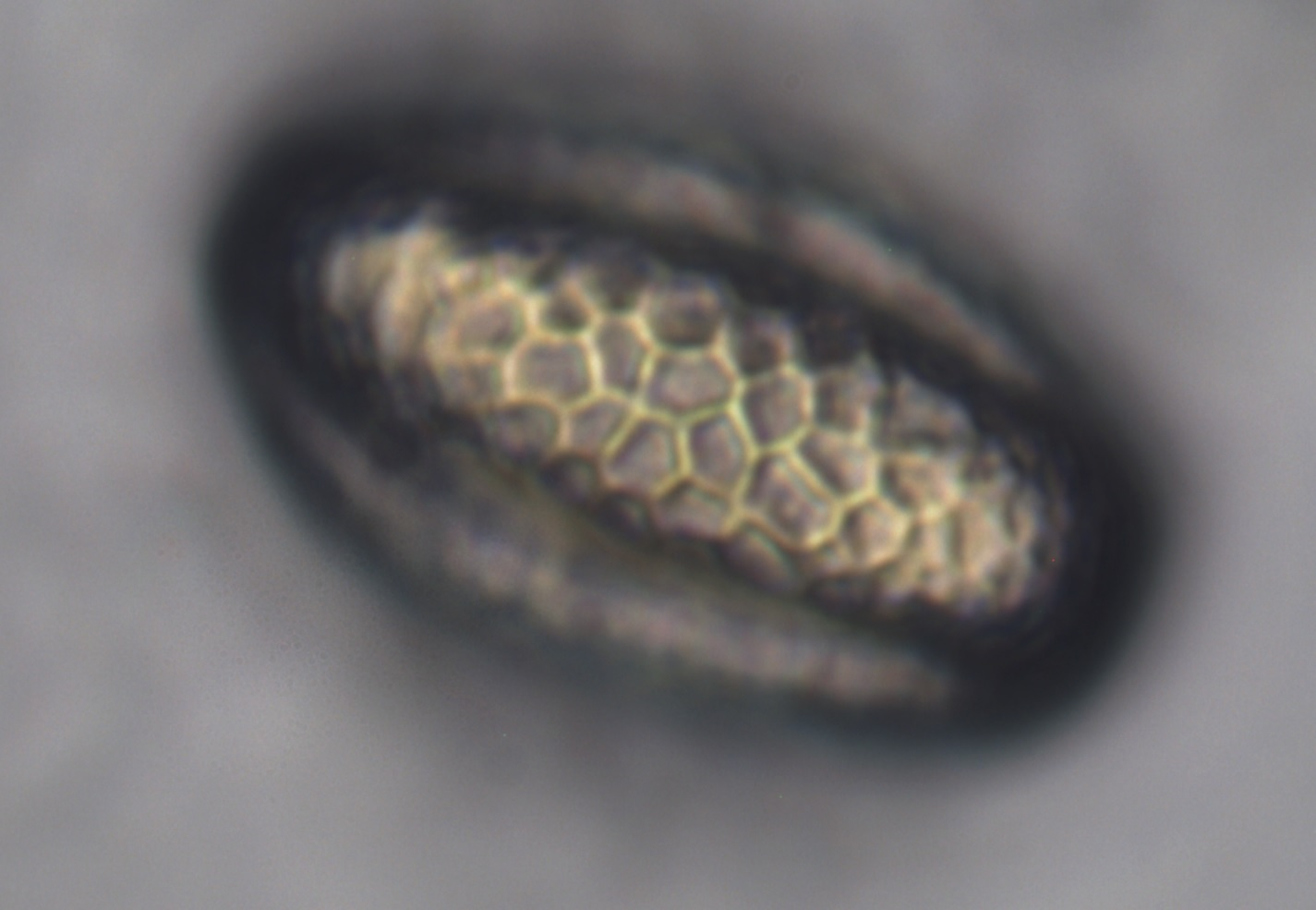
Pollenkorn des Flieders (400×)

Die Vertreter dieser Gattung wachsen als sommergrüne Sträucher oder kleine Bäume. Die Zweige sind manchmal vierflügelig. Die gegenständigen, meist gestielten Laubblätter der meisten Flieder-Arten sind einfach, selten fiederteilig; fiederförmige Blätter haben zum Beispiel Syringa laciniata und Syringa pinnatifolia. 
In oft auffälligen, unterschiedlich aufgebauten Blütenständen sind viele Blüten zusammengefasst. Die Blütezeit der meisten Arten und Sorten erstreckt sich von Mai bis Juni. Die zwittrigen, radiärsymmetrischen Blüten sind vierzählig. Die Blüten der Flieder-Arten und Sorten kommen in vielen Farben von dunkelviolett über violett-rot zu gelb oder weiß vor und verbreiten meist einen starken Duft. Die vier Kelchblätter sind glockenförmig verwachsen. Auch die vier Kronblätter sind verwachsen. Es sind nur zwei Staubblätter vorhanden. Der Fruchtknoten ist oberständig. Der Griffel ist kürzer als die Staubblätter. 
Es werden wenigsamige Kapselfrüchte gebildet. Die Samen sind geflügelt.

## Verbreitung
Die Flieder-Arten sind in Asien und Europa heimisch. Es gibt Fundortangaben für folgende Länder und Regionen: Afghanistan, Indien, Japan, Kaschmir, Korea, Nepal, Pakistan, Sikkim (Indien), südwestliches Asien und Südosteuropa. Allein in China wachsen 16 verschiedene Arten. In Südosteuropa kommen der Gemeine Flieder (Syringa vulgaris) und der Ungarische Flieder (Syringa josikaea) vor.

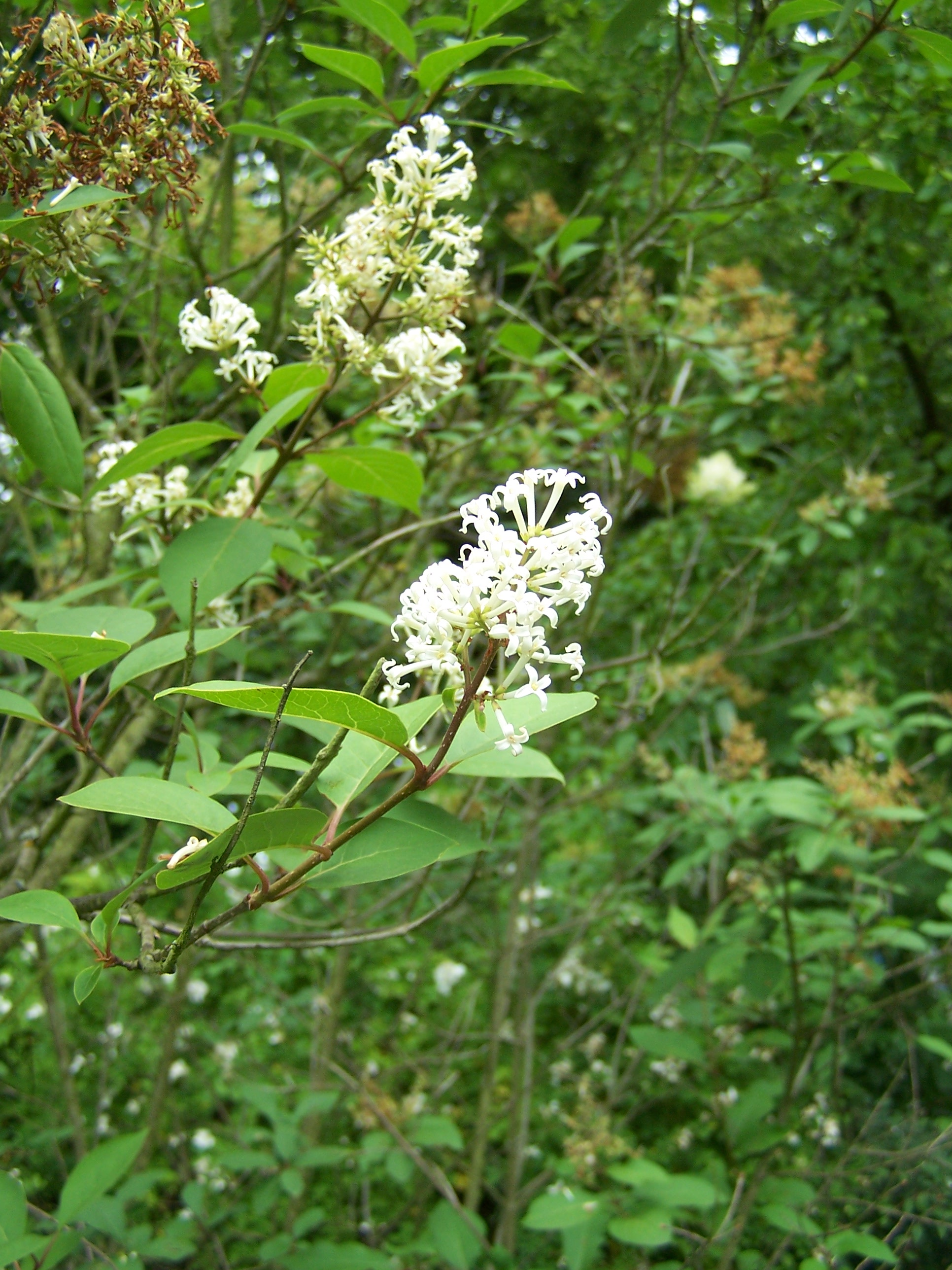
Himalaya-Flieder (Syringa emodi)

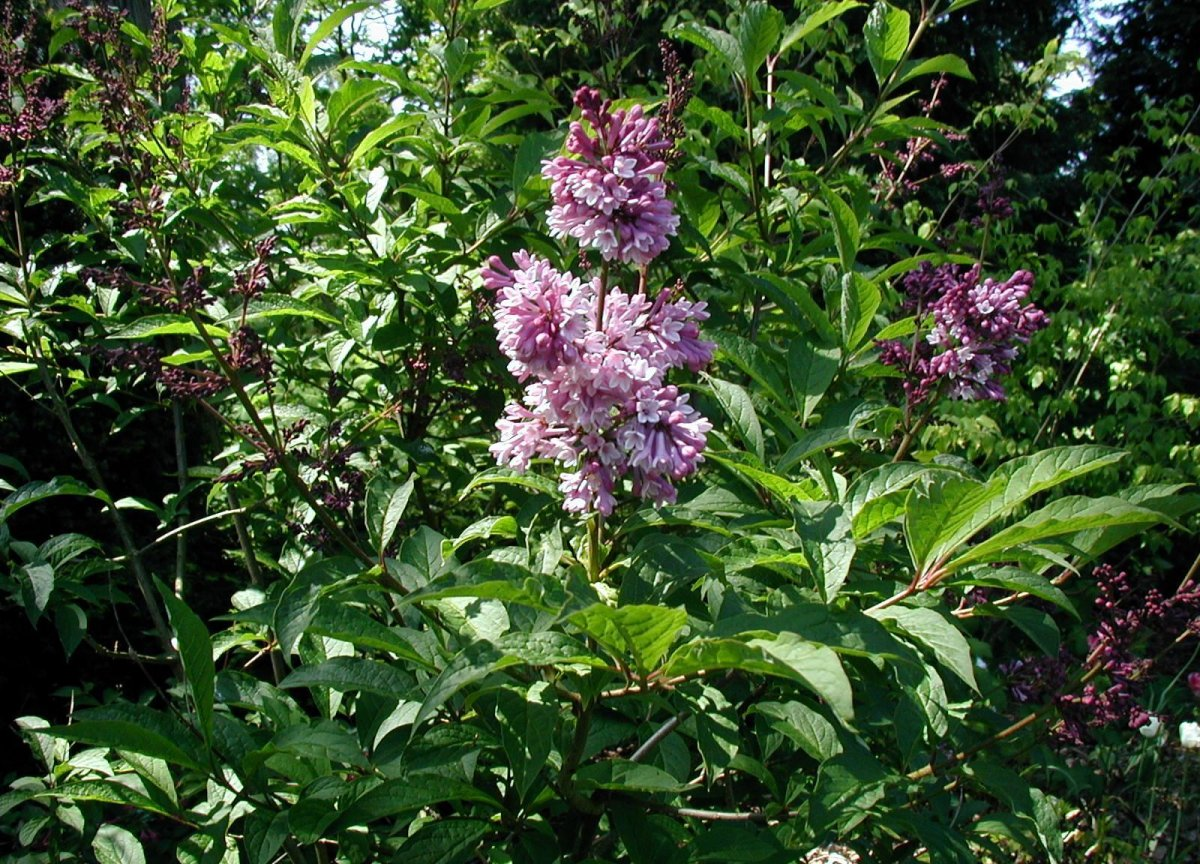
Ungarischer Flieder (Syringa josikaea)

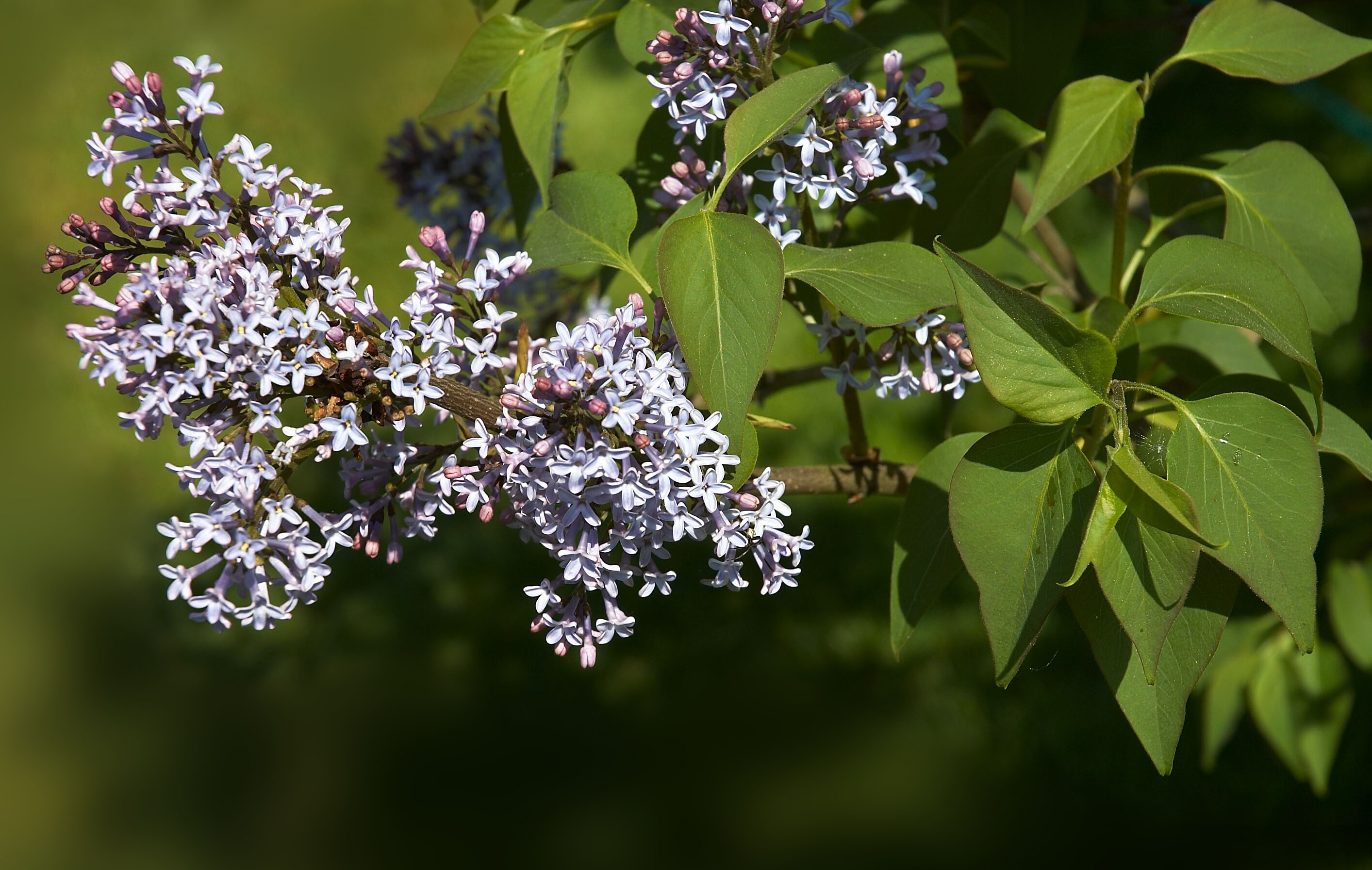
Komarows Flieder (Syringa komarowii)

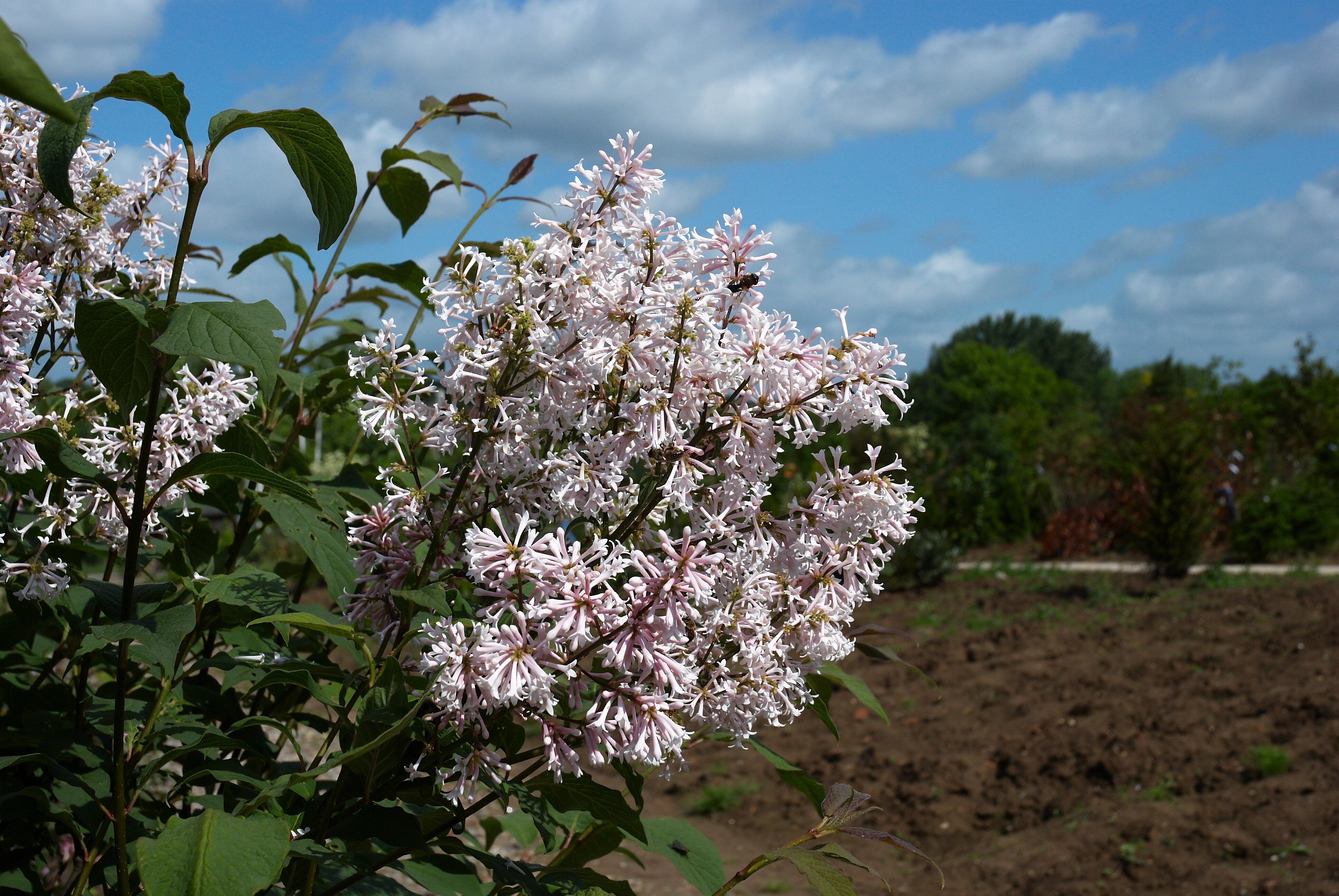
Yunnan-Flieder (Syringa tomentella subsp. yunnanensis)

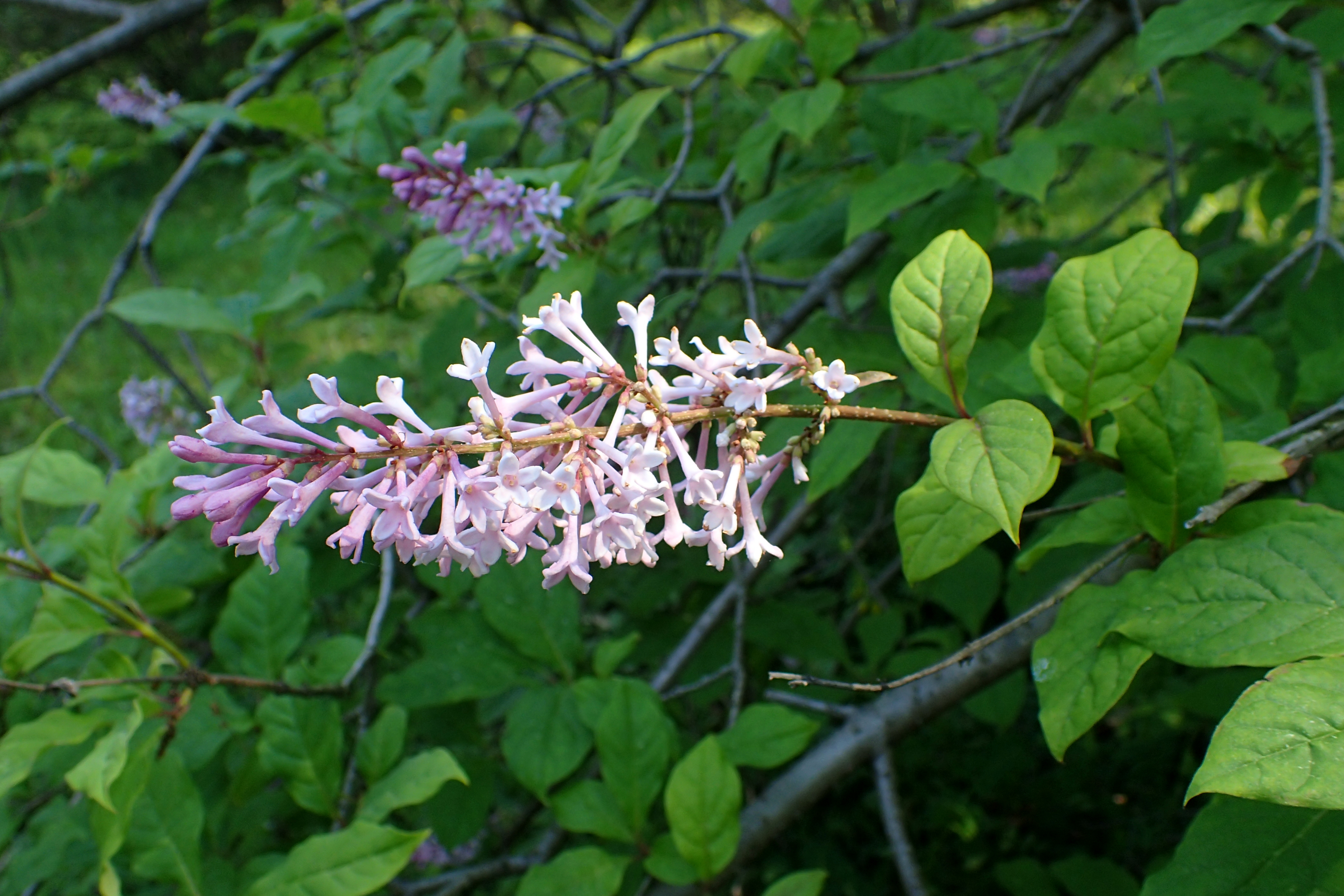
Wolfs Flieder (Syringa villosa subsp. wolfii)

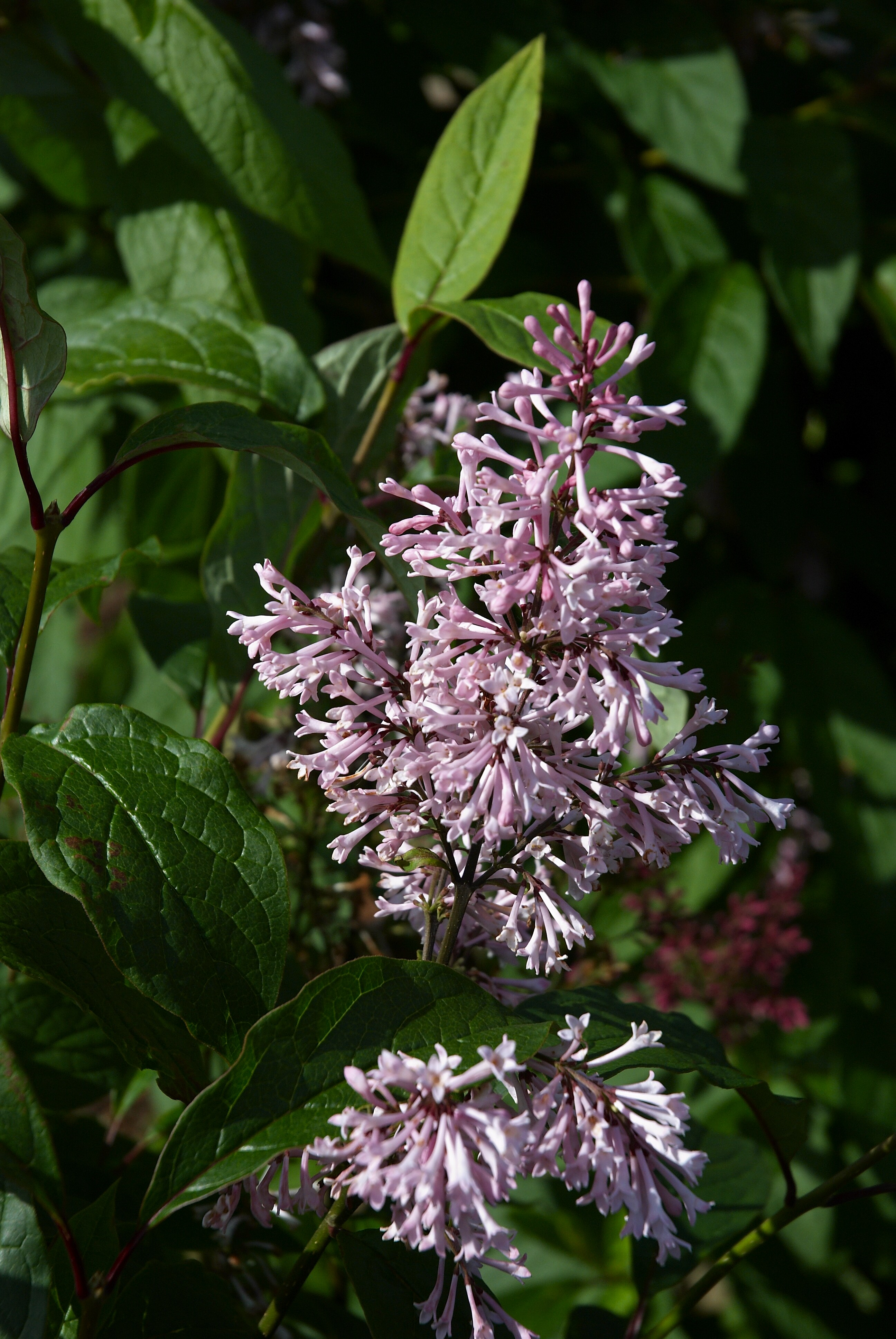
Kanadischer Flieder (Syringa × prestoniae)

## Systematik
Die Gattung Syringa gehört zur Tribus Oleeae in der Familie der Oleaceae.   Synonyme für Syringa L. sind: Busbeckia Hécart nom. inval., Ligustrina Rupr., Lilac Mill., Lilaca Raf. orth. var., Liliacum P.Renault nom. inval.
Es gibt etwa 12 bis 25 Arten in der Gattung Flieder (Syringa):
- Himalaya-Flieder (Syringa emodi Wall. ex Royle, Syn.: Syringa tibetica P.Y. Pai): Beheimatet in Pakistan bis zum Himalaja und Tibet.[2]
- Ungarischer Flieder (Syringa josikaea J.Jacq. ex Rchb.): Beheimatet in Rumänien und der Ukraine.[1]
- Komarows Flieder (Syringa komarowii C.K.Schneider; inkl. Syringa reflexa C.K.Schneider): Beheimatet in China.[1]
- Rundblättriger Flieder (Syringa oblata Lindl.): Mit zwei Unterarten: 
  - Syringa oblata subsp. dilatata (Nakai) P.S.Green & M.C.Chang: Sie kommt vom nordöstlichen China bis Korea vor.[2]
  - Syringa oblata subsp. oblata: Sie kommt im nördlichen und im zentralen China vor.[2]
- Syringa persica L. (Syn.: Syringa afghanica C.K.Schneider, Syringa laciniata (L.) Miller, Lilac minor Moench, Syringa angustifolia Salisb., Syringa protolaciniata P.S.Green & M.C.Chang): Das Verbreitungsgebiet erstreckt sich von Afghanistan bis zum westlichen Himalaja und von Qinghai bis Gansu in China.[2]
- Syringa pinetorum W.W.Smith (Syn.: Syringa mairei (H.Léveillé) Rehder, Syringa wardii W.W.Smith): Beheimatet in China (Xizang, Sichuan, Yunnan).[1]
- Fiederblättriger Flieder (Syringa pinnatifolia Hemsley): Beheimatet im nördlichen und zentralen China.[2]
- Wolliger Flieder (Syringa pubescens Turczaninow, Syn.: Syringa meyeri C.K.Schneider): Mit drei oder vier Unterarten: 
  - Syringa pubescens subsp. microphylla (Diels) M.C.Chang & X.L.Chen: Sie kommt im nördlichen und im zentralen China vor.[2]
  - Syringa pubescens subsp. patula (Palib.) M.C.Chang & X.L.Chen: Sie kommt von nordöstlichen China bis Korea vor.[2]
  - Syringa pubescens subsp. pubescens: Sie kommt vom nördlichen China bis Henan vor.[2]
- Japanischer Flieder (Syringa reticulata (Blume) H.Hara): Mit drei Unterarten: Beheimatet in China, Korea, Japan, Russland und der Mongolei.[1]
  - Amur-Flieder (Syringa reticulata subsp. amurensis (Rupr.) P.S.Green & M.C.Chang): Er kommt vom fernöstlichen Russland bis Korea vor.[2]
  - Syringa reticulata subsp. pekinensis (Rupr.) P.S.Green & M.C.Chang: Sie kommt im nördlichen und im zentralen China vor.[2]
  - Syringa reticulata subsp. reticulata: Sie kommt von den südlichen Kurilen bis Japan vor.[2]
- Filziger Flieder (Syringa tomentella Bureau & Franchet): Mit drei Unterarten: 
  - Syringa tomentella subsp. sweginzowii (Koehne & Lingelsh.) Jin Y.Chen & D.Y.Hong (Syn.: Syringa sweginzowii Koehne & Lingelsheim): Sie kommt vom südöstlichen Tibet bis zum westlichen Sichuan vor.[2]
  - Syringa tomentella subsp. tomentella: Sie kommt im westlichen Sichuan vor.[2]
  - Yunnan-Flieder (Syringa tomentella subsp. yunnanensis (Franch.) Jin Y.Chen & D.Y.Hong; Syn.: Syringa yunnanensis Franchet): Er kommt vom südöstlichen Tibet bis zum südwestlichen Sichuan und zum nordwestlichen Yunnan vor.[2]
- Zottiger Flieder (Syringa villosa Vahl): Mit zwei Unterarten: 
  - Syringa villosa subsp. villosa: Sie kommt im nördlichen China vor.[2]
  - Wolfs Flieder (Syringa villosa subsp. wolfii (C.K.Schneid.) Jin Y.Chen & D.Y.Hong; Syn.: Syringa wolfii C.K.Schneider): Er kommt vom südlichen fernöstlichen Russland bis Korea vor.[2]
- Gemeiner Flieder oder Gewöhnlicher Flieder (Syringa vulgaris L.): Beheimatet in Albanien, im früheren Jugoslawien, in Bulgarien, Griechenland und Rumänien.[1]

Ferner gibt es einige Hybride:
- Chinesischer Flieder oder Königsflieder (Syringa × chinensis Willd.), Kreuzung aus Syringa vulgaris × Syringa persica
- Kanadischer Flieder (Syringa × prestoniae Elinor), Kreuzung aus Syringa komarowii subsp. reflexa × Syringa villosa

## Verwendung

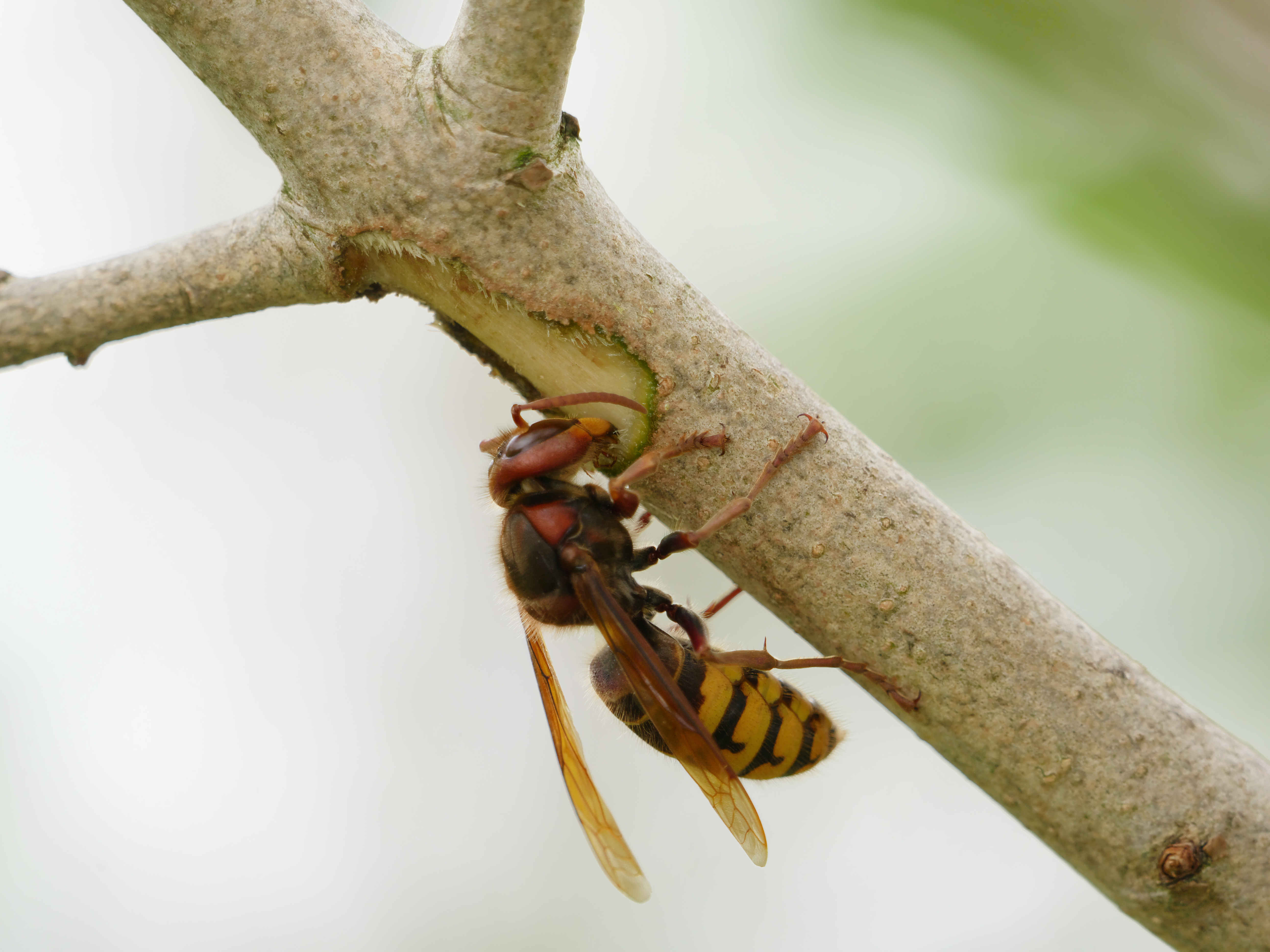
Hornisse bei der Aufnahme von Baumsaft an der Rinde eines jungen Fliederzweigs nagend

Besonders der Gemeine Flieder, aber auch Sorten anderer Arten und Kreuzungen werden als Ziersträucher in Parks und Gärten verwendet. Einige Sorten werden als Schnittblume verwendet. Die Fliederblüte schmückt in Deutschland oft Ausfuhrwagen und Hemden bei Herrentagspartien am Vatertag.
Bei trockenem Wetter nagen beispielsweise Hornissen und Wespen an der Rinde von Zweigen des Gemeinen Flieders, um den Pflanzensaft aufnehmen zu können.